# Giải Viện Hàn lâm Nhật Bản lần thứ 27
Giải Viện Hàn lâm Nhật Bản lần thứ 27 (第27回日本アカデミー賞 dai 27 kai nihon akademishou) là lễ trao giải lần thứ 27 của Giải Viện Hàn lâm Nhật Bản, giải thưởng được trao bởi Viện Hàn lâm Nhật Bản và Hiệp hội Sho để vinh danh những tác phẩm, sự cống hiến trong quá trình làm phim. Lễ trao giải được diễn ra vào ngày 20 tháng 2 năm 2004 tại Khách sạn Grand Prince New Takanawa tại Tokyo, Nhật Bản.

## Đề cử và đoạt giải

### Giải thưởng
| Phim điện ảnh xuất sắc của năm | Đạo diễn xuất sắc nhất của năm |
| --- | --- |
| - Mibu Gishi Den - Ashura no Gotoku - Odoru Daisōsasen Za Mūbī Tsū Reinbōburizzi o Fūsaseyo! - Zatōichi - Spy Sorge | - Morita Yoshimitsu – Ashura no Gotoku - Shiota Akihiko – Yomigaeri - Shinoda Masahiro – Spy Sorge - Takita Yōjirō – Mibu Gishi Den - Motohiro Katsuyuki – Odoru Daisōsasen Za Mūbī Tsū Reinbōburizzi o Fūsaseyo!                     |
| Biên kịch xuất sắc nhất của năm | Giải thưởng Bình chọn |
| - Tsutsui Tomomi – Ashura no Gotoku - Inudo Isshin, Saitō Hiroshi, Shiota Akihiko – Yomigaeri - Kimizuka Ryoichi – Odoru Daisōsasen Za Mūbī Tsū Reinbōburizzi o Fūsaseyo! - Shinoda Masahiro và Mundi Robert – Spy Sorge - Furumaya Tomoyuki – Robot Contest | - Odoru Daisōsasen Za Mūbī Tsū Reinbōburizzi o Fūsaseyo! (Hạng mục phim) - Ueto Aya – Azumi (Hạng mục diễn viên) |
| Nam diễn viên chính xuất sắc nhất | Nữ diễn viên chính xuất sắc nhất |
| - Nakai Kiichi – Mibu Gishi Den - Oda Yūji – Odoru Daisōsasen Za Mūbī Tsū Reinbōburizzi o Fūsaseyo! - Nishida Toshiyuki – Geroppa! - Fujiwara Tatsuya – Batoru Rowaiaru Tsū Rekuiemu                                                                         | - Terajima Shinobu – Akame 48 Waterfalls - Ueto Aya – Azumi - Otake Shinobu – Ashura no Gotoku - Takeuchi Yūko – Yomigaeri - Mizuki Alisa – Bokunchi                                                                                  |
| Nam diễn viên phụ xuất sắc nhất | Nữ diễn viên phụ xuất sắc nhất |
| - Satō Kōichi – Mibu Gishi Den - Asano Tadanobu – Zatōichi - Nakamura Shidō II – Ashura no Gotoku - Miyake Yūji – Mibu Gishi Den - Yanagiba Toshirō – Odoru Daisōsasen Za Mūbī Tsū Reinbōburizzi o Fūsaseyo!                                                 | - Fukatsu Eri – Ashura no Gotoku - Okusu Michiyo – Zatōichi - Nakatani Miki – Mibu Gishi Den - Fukatsu Eri – Odoru Daisōsasen Za Mūbī Tsū Reinbōburizzi o Fūsaseyo! - Yachigusa Kaoru – Ashura no Gotoku                              |
| Âm nhạc xuất sắc nhất | Quay phim xuất sắc nhất |
| - Suzuki Keiichi – Zatōichi - Ikebe Shin’ichirō – Spy Sorge - Ōshima Michiru – Ashura no Gotoku - Senju Akira – Yomigaeri - Matsumoto Akihiko – Odoru Daisōsasen Za Mūbī Tsū Reinbōburizzi o Fūsaseyo!                                                       | - Yanagishima Katsumi – Zatōichi - Kita Nobuyasu – Ashura no Gotoku - Suzuki Tatsuo – Spy Sorge - Hamada Takeshi – Mibu Gishi Den - Fujiishi Osamu – Odoru Daisōsasen Za Mūbī Tsū Reinbōburizzi o Fūsaseyo!                           |
| Đạo diễn ánh sáng xuất sắc nhất | Chỉ đạo nghệ thuật xuất sắc nhất |
| - Takaya Hitoshi – Zatōichi - Watanabe Kōichi – Ashura no Gotoku - Mikami Hideshi – Spy Sorge - Osada Tatsuya – Mibu Gishi Den - Kase Hiroyuki – Odoru Daisōsasen Za Mūbī Tsū Reinbōburizzi o Fūsaseyo!                                                      | - Oikawa Hajime – Spy Sorge - Isoda Norihiro – Zatōichi - Heya Kyōko – Âm Dương sư - Heya Kyōko – Mibu Gishi Den - Yamazaki Hidemitsu – Ashura no Gotoku                                                                              |
| Thu âm xuất sắc nhất | Biên tập xuất sắc nhất |
| - Horiuchi Senji – Zatōichi - Ashihara Kunio – Odoru Daisōsasen Za Mūbī Tsū Reinbōburizzi o Fūsaseyo! - Onodera Osamu – Mibu Gishi Den - Segawa Tetsuo – Spy Sorge - Hashimoto Fumio – Ashura no Gotoku                                                      | - Kitano Takeshi và Ōta Yoshinori – Zatōichi - Okuda Hiroshi – Spy Sorge - Taguchi Takuya – Odoru Daisōsasen Za Mūbī Tsū Reinbōburizzi o Fūsaseyo! - Tanaka Shinji – Ashura no Gotoku - Tomita Isao và Tomita Nobuko – Mibu Gishi Den |
| Phim nước ngoài xuất sắc nhất | Diễn viên triển vọng của năm |
| - Nghệ sĩ dương cầm - Chicago - The Hours - Cô nàng ngổ ngáo - Chúa tể những chiếc nhẫn: Hai tòa tháp | - Ichihara Hayato – Gūzen ni mo Saiaku na Shōnen - Odagiri Joe – Azumi - Fujiki Naohito – Game - Ishihara Satomi – Watashi no Grandpa - Nagasawa Masami – Robot Contest                                                               |
| Giải thưởng Đặc biệt từ Chủ tịch Hiệp hội | |
| - Sasaki Shirō (Nhà sản xuất) - Fukushima Hiroyuki - Fukumoto Seizō (Diễn viên) | |